# Chrysina adolphi
Chrysina adolphi (лат.) — вид жуков из семейства пластинчатоусых. Известны из Северной Америки. Они обитают в горах Южная Сьерра-Мадре в мексиканских штатах Герреро и Оахака, где питаются листьями видов рода Quercus. Взрослые особи появляются с июля по сентябрь.